# Campeonato de Fútbol de Asia Oriental de 2022
El Campeonato de Fútbol de Asia Oriental de 2022 fue  la novena edición del torneo de la Federación de Fútbol de Asia Oriental para selecciones masculinas de fútbol de categoría absoluta. El certamen se disputó por cuarta vez en Japón. El campeón fue Japón, logrando el título por segunda ocasión. En esta edición no se llevaron a cabo rondas preliminares. Corea del Norte se retiró de la competencia y el cupo restante de los equipos participantes para la ronda final se decidió según la clasificación de la FIFA al 31 de marzo de 2022. 

## Sedes
El torneo se iba a disputar originalmente en 2021 en China, pero las restricciones locales por la pandemia de COVID-19, hicieron que la Federación de Fútbol de Asia Oriental le otorgara la sede a Japón.
| Kashima            | Toyota         |
| ------------------ | -------------- |
| Estadio de Kashima | Estadio Toyota |
| Aforo: 37 496      | Aforo: 45 000  |
|                    |                |

## Selecciones participantes
En esta edición no hubo fase clasificatoria, por lo que Japón (anfitrión), Corea del Sur (campeón defensor) y China clasificaron automáticamente. El cuarto cupo era para Corea del Norte, pero se retiró y de esta forma la Federación de Fútbol de Asia Oriental entregó la plaza al siguiente equipo afiliado con mejor puesto en la clasificación mundial de la FIFA del 31 de marzo de 2022, la selección de Hong Kong.
| Selecciones participantes | Selecciones participantes | Selecciones participantes | Selecciones participantes |
| ------------------------- | ------------------------- | ------------------------- | ------------------------- |
| Corea del Sur             | China                     | Hong Kong                 | Japón                     |

## Resultados
- Los horarios son correspondientes al huso horario de Japón (UTC+9).

| Pos. | Equipo        | Pts. | PJ | G | E | P | GF | GC | Dif. | Clasificación o descenso |
| ---- | ------------- | ---- | -- | - | - | - | -- | -- | ---- | ------------------------ |
| 1    | Japón (H, C)  | 7    | 3  | 2 | 1 | 0 | 9  | 0  | +9   | Campeón                  |
| 2    | Corea del Sur | 6    | 3  | 2 | 0 | 1 | 6  | 3  | +3   | Subcampeón               |
| 3    | China         | 4    | 3  | 1 | 1 | 1 | 1  | 3  | −2   | 3° Lugar                 |
| 4    | Hong Kong     | 0    | 3  | 0 | 0 | 3 | 0  | 10 | −10  | 4° Lugar                 |

 Fuente: EAFF
| 19 de julio de 2022 | Japón                                                                  | 6:0 (4:0) | Hong Kong | Estadio de Kashima, Kashima                              |                                                          |
| 19:20               | Yūki Sōma 2', 55' · Shuto Machino 20', 57' · Takuma Nishimura 22', 40' | Reporte   |           | Asistencia: 4.980 espectadores Árbitro(s): Hassan Akrami | Asistencia: 4.980 espectadores Árbitro(s): Hassan Akrami |

| 20 de julio de 2022 | China | 0:3 (0:1) | Corea del Sur                                                   | Estadio Toyota, Toyota                                     |                                                            |
| 19:00               |       | Reporte   | Zhu Chenjie 39' (a.g.) · Kwon Chang-hoon 54' · Cho Gue-sung 80' | Asistencia: 200 espectadores Árbitro(s): Akhrol Riskullaev | Asistencia: 200 espectadores Árbitro(s): Akhrol Riskullaev |

| 24 de julio de 2022 | Corea del Sur                             | 3:0 (1:0) | Hong Kong | Estadio Toyota, Toyota                                      |                                                             |
| 16:00               | - Kang Seong-jin 17', 86' - Hong Chul 74' | Reporte   |           | Asistencia: 4.335 espectadores Árbitro(s): Nazmi Nasaruddin | Asistencia: 4.335 espectadores Árbitro(s): Nazmi Nasaruddin |

| 24 de julio de 2022 | China | 0:0 (0:0) | Japón | Estadio Toyota, Toyota                                       |                                                              |
| 19:20               |       | Reporte   |       | Asistencia: 10.526 espectadores Árbitro(s): Nazmi Nasaruddin | Asistencia: 10.526 espectadores Árbitro(s): Nazmi Nasaruddin |

| 27 de julio de 2022 | Hong Kong | 0:1 (0:0) | China        | Estadio Toyota, Toyota                                         |                                                                |
| 16:00               |           | Reporte   | Tan Long 67' | Asistencia: 4.220 espectadores Árbitro(s): Mongkolchai Pechsri | Asistencia: 4.220 espectadores Árbitro(s): Mongkolchai Pechsri |

| 27 de julio de 2022 | Japón                                                | 3:0 (0:0) | Corea del Sur | Estadio Toyota, Toyota                                        |                                                               |
| 19:20               | - Yuki Soma 48' - Shō Sasaki 63' - Shuto Machino 72' | Reporte   |               | Asistencia: 14.117 espectadores Árbitro(s): Akhrol Riskullaev | Asistencia: 14.117 espectadores Árbitro(s): Akhrol Riskullaev |

|                          |
|                          |
| Campeón Japón 2.º título |

## Goleadores
| 3 goles - Shuto Machino - Yuki Soma | 2 goles - Takuma Nishimura - Kang Seong-jin | 1 gol - Tan Long - Sho Sasaki - Cho Gue-sung - Hong Chul - Kwon Chang-hoon |